# ماریان کامتل
ماریان کامتل (فرانسوی: Marianne Comtell‎؛ زادهٔ ۱ ژانویهٔ ۱۹۵۳) بازیگر اهل فرانسه است.
از فیلم‌ها یا برنامه‌های تلویزیونی که وی در آنها نقش داشته‌است می‌توان به مرد هوسران و رئیس پلیس پپه اشاره کرد.